# Athrodon
Athrodon es un género extinto de peces que vivió en Inglaterra y Francia, desde el Jurásico superior hasta finales del Cretácico. Fue reconocido por primera vez en 1880 por Sauvage.

## Especies
Clasificación del género Athrodon:
- † Athrodon (Sauvage 1880)
  - † Athrodon boloniensis (Sauvage 1880)
  - † Athrodon douvillei (Sauvage 1880)
  - † Athrodon intermedius (Wagner 1893)